# Tomichita
La tomichita és un mineral de la classe dels òxids. Rep el nom en honor de Stephan A. Tomich (n. 1914), geòleg de Perth, Austràlia, qui va proporcionar el primer exemplar per al seu estudi.

## Característiques
La tomichita és un òxid de fórmula química (V,Fe)₄Ti₃AsO13(OH). Va ser aprovada com a espècie vàlida per l'Associació Mineralògica Internacional l'any 1978, sent publicada per primera vegada un any després. Cristal·litza en el sistema monoclínic. La seva duresa a l'escala de Mohs és 6.
Segons la classificació de Nickel-Strunz, la tomichita pertany a «04.JB: Arsenits, antimonits, bismutits; amb anions addicionals, sense H₂O» juntament amb els següents minerals: fetiasita, manganarsita, magnussonita, armangita, nanlingita, asbecasita, stenhuggarita, trigonita, finnemanita, gebhardita, derbylita, graeserita, hemloïta, freedita, georgiadesita i ekatita.

## Formació i jaciments
Va ser descoberta a la mina d'or Perseverance, una de le mines d'or Kalgoorlie Consolidated, situades al comtat de Kalgoorlie-Boulder (Austràlia Occidental, Austràlia). També ha estat descrita a la mina Lake View Consols, una altra mina d'or propera, així com al dipòsit d'or de Hemlo, a Ontario (Canadà).